# Расина
Расина е река, десен приток на Западна Морава. Региона по реката е известен като Расински. Дължината ѝ е 92 km, а водосборния ѝ басейн е с площ 990 km ².
Расина извира от падината между планините Гоч и Желин, под Църни връх. Извора ѝ е на 1340 m надморска височина. Реката се образува от потоците Велики и Бурмански. Влива се в Западна Морава на 5 km след Крушевац, на 134 m надморска височина.
По реката има две котловини, като по долното си течение протича през плодородната Крушевачка или Крушевска котловина. Приема като десен приток Блатешница. През 1979 година на Златарската клисура на Расина е изграден язовир Делие с височина на язовирната стена 55 m.
Расина е златоносна река, като при манастира Велуча редовно златотърсачи промиват наноси за златен прах.